# ほんじゃに!
『ほんじゃに!』は、関西テレビで2003年4月3日から2007年4月26日まで放送されたバラエティ番組。関ジャニ∞の冠番組である。

## 概要
関ジャニ∞のメンバーがスポーツや料理などに挑戦し、それらのコツを掴んで成長していく模様を放送していた番組。『ほんじゃに!』の名前の由来は、関西人が別れる時に言う「ほんじゃーねー」がジャニーズ事務所の社長であるジャニー喜多川に「ほんじゃに」に聞こえたということかららしい。
この番組は、BSフジでも放送されていた。地上波放送局製作のアイドル番組の多くが権利上の問題から衛星波での放送ができないでいるが、本番組はその数少ない例外となった。BSフジでのネット開始からしばらくの間は、製作局の関西テレビよりも1日先行ネットで放送されるという状況が続いていたが、2006年10月の改編以後は関西テレビの1週間遅れになった（権利上の問題によるもの）。
地上波では主に独立UHF局で放送。千葉テレビでは不定期ネットで、日曜18:30から過去放送分が放送されていた。関西テレビ以外のフジテレビ系地上波放送局で放送されていたのは、2005年10月ネット開始の福井テレビのみで、他の系列局ではBSフジで視聴できることに配慮しているためか放送されなかった。
番組は2007年4月25日放送分をもって終了。替わって同年5月2日に後継番組の『関ジャニ∞のジャニ勉』がスタートした。

## 出演者
- 関ジャニ∞[注 1]
  - 錦戸亮
  - 横山裕
  - 村上信五
  - 渋谷すばる
  - 内博貴
  - 安田章大
  - 大倉忠義
  - 丸山隆平
- 関西ジャニーズJr. - 番組終了間際の2007年4月からレギュラー出演。レギュラー出演する以前からも、不定期に出演していた。
- 杉本なつみ（当時関西テレビアナウンサー） - 進行役を担当。

## スタッフ

### 番組終了時のスタッフ
- ナレーション：柳森万里
- 構成：桝野幸宏、さいとうわに、森脇尚志、やまだともカズ
- TD：中居龍紀（関西テレビ）
- CAM：西村武純（関西テレビ）
- MIX：坂田常夫（関西テレビ）
- VE：塚本滋喜（関西テレビ）
- 照明：中村貴志（関西テレビ）
- 美術：浅田夏子（関西テレビ）
- 美術進行：レフティーデザイン
- 編集：太田充洋（イングス）、宮本憲一（アンカー）
- SE・MA：河村章（戯音工房）
- メイク：ビーム
- スタイリスト：牧野浩之、三好布欣子
- ディレクター：竹本聡志（メディアプルポ）、川本淳一（デラックスキッズ）
- 演出・プロデューサー：松本浩（メディアプルポ）
- プロデューサー：乾正志（関西テレビ）
- 制作協力：ジャニーズ事務所、メディアプルポ
- 制作著作：関西テレビ

### 途中まで参加していたスタッフ
- 編集：磯田貴彦、北村たかみ（イングス）
- SE・MA：田口雅敏（戯音工房）
- ディレクター：白附克仁、武市暢
- プロデューサー：笠井暁生（関西テレビ）、高島公美（関西テレビ）

## 放送局
| 放送対象地域 | 放送局       | 系列           | 放送日時                     | 備考                    |
| ------------ | ------------ | -------------- | ---------------------------- | ----------------------- |
| 近畿広域圏   | 関西テレビ   | フジテレビ系列 | 木曜 0:35 - 1:05（水曜深夜） | 製作局                  |
| 福井県       | 福井テレビ   | フジテレビ系列 | 日曜 1:15 - 1:45（土曜深夜） | 2005年10月放送開始      |
| 栃木県       | とちぎテレビ | 独立局         | 水曜 19:30 - 20:00           |                         |
| 埼玉県       | テレビ埼玉   | 独立局         | 木曜 18:30 - 19:00           |                         |
| 千葉県       | 千葉テレビ   | 独立局         | 日曜 18:30 - 19:00           | 不定期放送              |
| 神奈川県     | テレビ神奈川 | 独立局         | 日曜 18:30 - 19:00           |                         |
| 岐阜県       | 岐阜放送     | 独立局         | 火曜 18:30 - 19:00           |                         |
| 三重県       | 三重テレビ   | 独立局         | 土曜 09:00 - 09:30           |                         |
| 日本全域     | BSフジ       | BS放送         | 火曜 22:00 - 22:30           | 1日先行ネット → 6日遅れ |